# Mayte Rodríguez
Mayte Rodríguez (sinh ngày 25 tháng 1 năm 1989) là một diễn viên và người mẫu người Chile. Cô có lần đầu tiên tham gia vào làng giải trí vào năm 2005, khi cô tham gia Música Libre, một chương trình truyền hình được yêu thích của Canal 13. Không lâu sau đó, cô xuất hiện trong 3 tập của bộ phim dài tập tên BKN. Tiếp theo đó, vào năm 2010, cô tham gia bộ phim nhiều tập tên Feroz, nhờ đó cô trở thành một nhân vật được yêu thích. Tiếp theo, cô có vãi diễn chính đầu tiên trong Infiltradas. Mayte gặp bạn trai của cô sau này, Tiago Correa, trong bộ phim đó. Sau một mối quan hệ dài trong năm năm, Mayte đã chia tay nam diễn viên này. Bạn trai hiện nay của cô là cầu thủ bóng đá người Chile Alexis Sánchez. Mối quan hệ này được giữ kín, Mayte đã gây ngạc nhiên cho truyền thông và người hâm mộ của mình bằng việc tuyên bố cô sẽ làm mọi thứ, kể cả những thứ tưởng như không tưởng, vì tình yêu của cô. Với hơn 629 nghìn người theo dõi trên Instagram, cô là một gương mặt nổi tiếng trong quốc gia của mình, giúp cô có những trải nghiệm trong các chương trình yêu thích của Chile La Sexologa và Socias. Cô cũng xuất hiện trong một vài bộ phim của Tây Ban Nha và là một người quảng cáo cho các sản phẩm đời sống và nhãn hiệu xe hơi.

## Tuổi thơ và cuộc sống đời đầu[1]
Mayte Rodriguez, tên đầy đủ là Mayte Andrea Rodríguez Arregui, sinh ra tại Santiago, thủ đô của Chile, vào ngày 25 tháng 1 năm 1989. Mẹ của cô, Carolina Arregui, cũng là một diễn viên xuất hiện trong nhiều phim nhiều tập của Chile. Còn cha của Mayte, Óscar Rodríguez Gingins, được chọn làm giám đốc của một vài telenovelas của Chile thành công về mặt thương mại. Cô có hai người anh em trai, Óscar Rodríguez và Miguel Angel Rodríguez. Là đứa con út trong gia đình, Mayte mong mỏi làm việc trong ngành công nghiệp giải trí, tiếp bước mẹ cô.

## Sự nghiệp[1]
Mayte bắt đầu sự nghiệp của mình khi còn là một đứa trẻ vào năm 2005, với Música Libre (Âm nhạc Tự do), một chương trình truyền hình dựa trên âm nhạc của Chile được phát lần đầu tiên bởi TVN và nhiều kênh truyền hình tiếp theo sau đó. Chương trình này có sự tham gia của một nhóm các vũ công trẻ biểu diễn cho một số bài hát được ưa thích khi Mayte tham gia chương trình. Vào năm 2010, cô đóng vai Carmen Ramírez trong Feroz, một telenovela của Chile về chủ đề chó sói. Feroz đã khai thác một chủ đề mang tính chất chờ đợi và tưởng tượng trong bối cảnh của Santiago. Trải nghiệm như một đứa trẻ trong một số chương trình truyền hình đã làm cho cô được ưa thích rất nhiều tại Chile, và vào thời điểm đó cô đã trở thành một người lớn, lúc này không còn thiếu những vai diễn tốt cho cô.
Mayte đã có mặt trong sản phẩm lớn như là một ngôi sao chính trong phim Infiltradas, được trình chiếu bởi đài truyền hình Chilevision vào năm 2011. Trong quá trình làm việc trong bộ phim đó, cô bắt đầu một mối quan hệ dài với diễn viên người Chile và ngôi sao trong phim đó tên Tiago Correa. Mayte cũng đã xuất hiện trong một số quảng cáo trên truyền hình cho Falabella và Americanino vào năm 2011.
Trong năm 2012, tháng 11, Mayte đóng một vai phụ của hài kịch lãng mạn La Sexologa (Chuyên gia tình dục). Phim này cô cũng đóng với bạn trai Tiago. Trong năm 2014, cô xuất hiện với vai trò Đầu bếp Barbara Hidalgo, một đồng vai chính trong vở opera xà phòng Caleta de Sol, được trình chiếu trên truyền hình bởi TVN. Sự nghiệp của cô còn bao gồm các vai phụ trong Socias, Un Diablo con Ángel và Dime quién fue.
Mayte cũng tham gia sản xuất phim vào năm 2015 với sản phầm đầu tiên mang tên Distancia. Nó là một bộ phim tiếng Tây Ban Nha tới tuổi nói về một người đàn ông trở lại quê hương của mình sau khi đối mặt nhiều gian khổ trong cuộc sống làm việc của mình và học dược làm sao đối phó được với thất bại. Mayte có một vai diễn chớp mắt trong bộ phim đó. Những vai diễn xuất sắc của cô trong khoảng thời gian tiếp theo đó ở trong các phim như Reverso (2015), Malas costumbres (2016), American Huaso (2016).

## Đời tư[1]
Mayte có mối quan hệ với Tiago Correa từ năm 2011 trong vòng 5 năm trước khi chia tay vào năm 2016. Vào năm 2017, không lâu sau khi cuộc chia tay đó, Mayte bắt đầu hẹn hò Alexis Sánchez, một cầu thủ chuyên nghiệp người Chile, người đang chơi cho câu lạc bộ của Anh Manchester United và Đội tuyển Bóng đá Quốc gia Chile. Mayte đã trả lời cho một tờ tạp chí rằng cô gặp Alexis tại một cuộc gặp ngoài trời có đồ nướng nhưng không bắt đầu hẹn hò với anh ngay lập tức sau cuộc gặp đó. Mayte có cùng Alexis một điểm: họ là những người yêu chó.
Vào năm 2017, tháng 9, những người hâm mộ bóng đá Chile không hài lòng với mối quan hệ giữa Mayte và Alexis, cho rằng chính mối quan hệ này làm cho Alexis trở nên béo và lười và đã ảnh hưởng đến khả năng thi đấu của anh một cách tiêu cực trong màu áo đội tuyển quốc gia. Một người hâm mộ của anh đã lập ra một sự kiện trên Facebook có tên là Diễu hành để Alexis kết thúc mối quan hệ với Mayte và trở lại với đẳng cấp của anh để đến World Cup 2018 tại Nga. Mặc cho mối quan tâm rộng lớn dành cho sự kiện này, cuộc diễu hành này trở thành một quả bom xịt, với chỉ 5 người thực sự tham gia. Đi theo sự kiện đó, một số tờ báo cho biết Alexis ăn vụng sau lưng Mayte và đã trở thành một người cha của một đứa trẻ bất hợp pháp. Mayte phủ nhận những tin đồn đó. Vào đầu năm 2018, một cô sinh viên 20 tuổi tên Paulina Sobierajska tuyên bố rằng Alexis dành 1000 bảng Anh để trả cho cô để phục vụ tình dục và đã làm chuyện ấy với cô trong phòng của anh 4 lần. Mặc dù Alexis chỉ trích giới truyền thông trong việc nỗ lực bôi xấu danh tiếng của anh, tuyên bố rằng những báo cáo là không có căn cứ, sự phán xét vẫn không giảm xuống. Mặc cho những thông báo về ngoại tình của Alexis, Mayte vẫn tiếp tục mối quan hệ với anh.
Ngoài hai mối quan hệ nổi bật trên, Mayte còn có mối quan hệ lãng mạn với Juan Falcón trong quá khứ.